# Dendropanax parvifloroides
Dendropanax parvifloroides là một loài thực vật có hoa trong Họ Cuồng cuồng. Loài này được C.N.Ho mô tả khoa học đầu tiên năm 1952.